# Гокон (округ, Південна Дакота)
Шаблон:StateAbbr_ 44°18′ пн. ш. 101°32′ зх. д. / 44.3° пн. ш. 101.53° зх. д.
Округ  Гокон (англ. Haakon County) — округ (графство) у штаті  Південна Дакота, США. Ідентифікатор округу 46055. Графство отримало свою назву від імені норвезького короля Гокона VII.

## Історія
Округ утворений 1914 року.

## Демографія
За даними перепису 2000 року загальне населення округу становило 2196 осіб, усе сільське. Серед мешканців округу чоловіків було 1079, а жінок — 1117. В окрузі було 870 домогосподарств, 620 родин, які мешкали в 1002 будинках. Середній розмір родини становив 3.
Віковий розподіл населення поданий у таблиці:
| Стать    | До 15 років | 15-21 | 22-29 | 30-39 | 40-49 | 50-65 | 65-85 | Понад 85 |
| -------- | ----------- | ----- | ----- | ----- | ----- | ----- | ----- | -------- |
| Чоловіки | 198         | 138   | 74    | 126   | 195   | 184   | 140   | 24       |
| Жінки    | 210         | 127   | 72    | 107   | 202   | 167   | 181   | 51       |

## Суміжні округи
- Зібек — північ
- Стенлі — схід
- Джонс — південний схід
- Джексон — південь
- Пеннінґтон — захід

## Виноски
1. ↑  US Decennial Census. US Census Bureau. Архів оригіналу за 19 липня 2018. Процитовано 26 березня 2015.
2. ↑  Historical Census Browser. University of Virginia Library. Архів оригіналу за 11 серпня 2012. Процитовано 26 березня 2015.
3. ↑  Forstall, Richard L., ред. (27 березня 1995). Population of Counties by Decennial Census: 1900 to 1990. US Census Bureau. Архів оригіналу за 28 грудня 2008. Процитовано 26 березня 2015.
4. ↑  Census 2000 PHC-T-4. Ranking Tables for Counties: 1990 and 2000 (PDF). US Census Bureau. 2 квітня 2001. Архів оригіналу (PDF) за 18 грудня 2014. Процитовано 26 березня 2015.
5. ↑  State & County QuickFacts. Бюро перепису населення США. Архів оригіналу за 7 червня 2011. Процитовано 25 листопада 2013.(англ.) Наведено за англійською вікіпедією.
6. ↑  American FactFinder. Бюро перепису населення США. Архів оригіналу за 26 лютого 2012. Процитовано 31 січня 2008.

| США | Це незавершена стаття з географії США. Ви можете допомогти проєкту, виправивши або дописавши її. |